# Krapcho反应
Krapcho去烷氧羰基化反应（英語：Krapcho decarboxylation）
β-位有吸电子基团的酯与卤离子的反应。常用的酯有 β-酮酯、丙二酸酯、α-氰基酯和 α-磺酰基酯。
因为反应是在碳原子上的 SN2 反应，故以甲醇酯为原料时效果最好。
副产物为一氯甲烷和二氧化碳。它们以气体的形式逸出，推动了反应的进行。

Krapcho反应